# Радыгин, Пётр Иванович
Пётр Иванович Радыгин (23 сентября 1896, д. Острый Мыс, Вятская губерния, Российская империя — 10 августа 1947, Ленинград, СССР) — советский военачальник, генерал-майор (22.06.1944), Краснознамёнец (1920).

## Биография
Родился 23 сентября 1896 года в деревне Острый Мыс, ныне деревни не существует, находилась она на территории нынешнего Рыбно-Ватажского сельского поселения в Кильмезском районе Кировской области России

## Военная служба

### Первая мировая война
7 августа 1915 года мобилизован на военную службу и зачислен в 119-й запасной пехотный полк в города Вятка. Там окончил учебную команду, был произведен в младшие унтер-офицеры и с маршевой ротой убыл на фронт. В течение двух лет воевал на Западном фронте в составе 3-го Сибирского стрелкового полка 1-й Сибирской стрелковой дивизии 1-го Сибирского армейского корпуса. 5 октября 1917 года убыл с фронта на родину.

### Гражданская война
12 августа 1918 года мобилизован в РККА в городе Нолинск и назначен в 38-й стрелковый полк 5-й стрелковой дивизии. В этом полку служил всю войну, занимая должности командира отделения, старшины роты, командира взвода, помощника командира и командира роты, начальника пешей разведки полка, командира батальона. Член РКП(б) с 1918 года. Участвовал в боях на Восточном фронте против войск адмирала А. В. Колчака на реке Вятка, в Сарапуло-Воткинской, Красноуфимской и Петропавловской операциях. В апреле 1920 года дивизия было переброшена на Западный фронт, где вела бои с белополяками в районе города Лепель, на реке Березина, в наступлении на варшавском направлении и боях под городами Лида и Вилейка. За боевые отличия в 1920 году был награждён орденом Красного Знамени. С марта по август 1921 года проходил подготовку на курсах усовершенствования старшего комсостава при штабе Западного фронта, затем вернулся на прежнюю должность.

### Межвоенные годы
В июне 1922 года назначен командиром роты в 13-й стрелковый полк. В октябре 1922 году был откомандирован на учёбу в Высшую тактико-стрелковую школу комсостава РККА им. III Коминтерна. После её окончания в августе 1924 года вернулся в полк, где проходил службу командиром батальона и помощника командира полка по хозяйственной части.
В мае 1929 года переведен на должность помощника командира по строевой части 99-го стрелкового полка 33-й стрелковой дивизии БВО. С марта 1931 года проходил службу в штабе БВО в должностях начальника сектора (1-го отделения) 7-го отдела и врид начальника отдела, с апреля 1933 года — начальник отделения 4-го отдела. В декабре 1935 года назначен командиром 110-го стрелкового полка 37-й стрелковой дивизии.
28 августа 1937 года по доносу был уволен из РККА в запас. С 10 декабря 1937 года по 22 июня 1939 года находился под следствием органов НКВД. Был освобожден из-под ареста за недоказанностью обвинения и в связи с прекращением дела.
3 сентября 1939 года восстановлен в кадрах РККА и назначен преподавателем тактики Новгородских КУКС запаса, с июня 1940 года командовал батальоном на этих курсах. В декабре переведен заместителем командира 163-й моторизованной дивизии ЛВО.

### Великая Отечественная и Советско-японская война
В начале войны в прежней должности. 3 июля 1941 года назначен врид командира 4-й дивизии народного ополчения Ленинграда. После сформирования в середине июля дивизия прибыла в состав Лужской оперативной группы и с 22 июля 1941 года вступила в тяжелые оборонительные бои северо-восточнее Кингисеппа. Её 1-й стрелковый полк, находясь в оперативном подчинении 191-й стрелковой дивизии, вел боевые действия в устье реки Пята. С 4 по 9 сентября 1941 года дивизия находилась в составе Нарвской оперативной группы, переформированной затем в 55-ю армию. Её части занимали оборону на рубеже реки Нарва. Когда назрела угроза прорыва противника в район Кингисеппа, она вновь была возвращена в состав кингисеппского участка обороны.
17 сентября 1941 года за срыв боевого приказа о наступлении Радыгин был отстранен от должности и отдан под суд. С 21 сентября 1941 года находился под следствием. Приговором военного трибунала Ленинградского фронта от 30 сентября 1941 года осужден по ст. 193.17, п. «а» и 193.2, п. «д» УК РСФСР на 6 лет ИТЛ без поражения в правах и без конфискации имущества, с отсрочкой исполнения приговора до окончания военных действий и направлением на фронт.
После освобождения из-под ареста в октябре полковник Радыгин был назначен командиром 952-го стрелкового полка 268-й стрелковой дивизии, которая обороняла южные подступы к Ленинграду. В этой должности проявил себя с самой лучшей стороны.
24 марта 1942 года он был допущен к командованию 294-й стрелковой дивизией, входившей в состав 54-й армии Ленинградского, с 9 июня — Волховского фронтов. Решением Военного совета фронта от 5 мая 1942 года судимость с него была снята. 11 августа 1942 года «в связи с фактами измены Родине в дивизии» был отстранен от занимаемой должности и находился в распоряжении Военного совета 54-й армии, затем Волховского фронта.
19 ноября 1942 года назначен врид командира 372-й стрелковой дивизии 2-й ударной армии, которая в январе 1943 года участвовала в операции по прорыву блокады Ленинграда. 24 января дивизия была выведена в резерв фронта. Летом 1943 года её части в составе 8-й армии принимали участие в Мгинской наступательной операции. В январе 1944 года дивизия в составе 59-й и 8-й армий успешно действовала в Ленинградско-Новгородской, Новгородско-Лужской наступательных операциях. Приказом ВГК от 21 января 1944 года как отличившейся в боях за освобождение Новгорода ей было присвоено наименование «Новгородская» (21.1.1944). В марте дивизия вела бои по расширению плацдарма на западном берегу реки Нарва. В июне — июле 1944 года она в составе Ленинградского фронта успешно действовала в Выборгской наступательной операции, при прорыве линии Маннергейма, овладении Выборгом и в боях севернее города. С 3 сентября части дивизии в составе 2-й ударной армии вели бои по освобождению Эстонии в районе севернее и северо-западнее Тарту, Тюри и Пярну, участвуя в Прибалтийской, Таллинской наступательных операциях. В конце сентября дивизия была выведена в резерв Ставки ВГК и в середине октября переброшена на 2-й Белорусский фронт. С 17 января 1945 года её части вели наступательные бои в Восточной Пруссии, участвуя в Восточно-Прусской, Млавско-Эльбингской, Восточно-Померанской наступательных операциях. За образцовое выполнение заданий командования по овладению городами Остероде, Дейч-Эйлау (Илава) она была награждена орденом Красного Знамени (5.4.1945). С 1 февраля занимала оборону по восточному берегу рек Ногат и Висла на фронте Мариенбург, Кориенбург. С 19 февраля по апрель 1945 года её части вели бои по уничтожению противника на подступах к городу Данциг и овладению им. С 7 марта по 16 апреля 1945 года генерал-майор Радыгин находился на лечении в госпитале, затем состоял в распоряжении Военного совета 2-го Белорусского фронта.
За время войны комдив Радыгин был девять раз персонально упомянут в благодарственных в приказах Верховного Главнокомандующего.
В середине августа 1945 года Радыгин был направлен в распоряжение главкома советскими войсками на Дальнем Востоке, затем в сентябре назначен командиром 52-й стрелковой Шумлинско-Венской Краснознаменной ордена Суворова дивизии Забайкальского фронта.

### Послевоенная карьера
С ноября 1945 года состоял в распоряжении Военного совета Заб.-АмурВО.
23 мая 1946 года генерал-майор Радыгин уволен в отставку по болезни.
10 августа 1947 года умер в военном госпитале в Ленинграде.
Похоронен в Ленинграде на Серафимовском кладбище, уч.16.

## Награды
- орден Ленина (21.02.1945)[5]
- три ордена Красного Знамени (1920[6], 23.01.1944[7], 03.11.1944[5])
- орден Суворова II степени (22.06.1944)[8]
- орден Кутузова II степени (1943)[6]
- орден Отечественной войны I степени (01.10.1944)[6]

медали в том числе:
- - «XX лет Рабоче-Крестьянской Красной Армии»[6]
  - «За оборону Ленинграда» (15.08.1943)[9]
  - «За победу над Германией в Великой Отечественной войне 1941—1945 гг.» (1945)
  - «За взятие Кёнигсберга» (1945)
  - «За освобождение Варшавы» (1945)

Приказы (благодарности) Верховного Главнокомандующего в которых отмечен П. И. Радыгин.
- За форсирование реки Волхов и верховья озера Ильмень и овладение штурмом важным хозяйственно-политическим центром страны городом Новгород- крупным узлом коммуникаций и мощным опорным пунктом обороны немцев. 20 января 1944 года. № 61.
- За прорыв линии Маннергейма и за овладение штурмом городом и крепостью Выборг. 21 июня 1944 года. № 113.
- За овладение сильными опорными пунктами обороны немцев городами Макув, Пултуск, Цеханув, Нове-Място, Насельск на западном берегу реки Нарев, севернее Варшавы. 17 января 1945 года. № 224.
- За овладение городами Млава и Дзялдово (Зольдау) — важными узлами коммуникаций и опорными пунктами обороны немцев на подступах к южной границе Восточной Пруссии и городом Плоньск — крупным узлом коммуникаций и опорным пунктом обороны немцев на правом берегу Вислы. 19 января 1945 года. № 232.
- За овладение городами Восточной Пруссии Остероде и Дейч-Эйлау — важными узлами коммуникаций и сильными опорными пунктами обороны немцев. 22 января 1945 года. № 244.
- За овладение городами Восточной Пруссии Вилленберг, Ортельсбург, Морунген, Заальфельд и Фрайштадт — важными узлами коммуникаций и сильными опорными пунктами обороны немцев. 23 января 1945 года. № 246.
- За овладение городами Восточной Пруссии Мюльхаузен, Мариенбург и Штум — важными опорными пунктами обороны немцев, прорыв к побережью Данцигской бухты, и захват города Толькемит, отрезав тем самым восточно-прусскую группировку немцев от центральных районов Германии. 26 января 1945 года. № 256.
- За овладение городами Гнев (Меве) и Старогард (Прейсиш Старгард) — важными опорными пунктами обороны немцев на подступах к Данцигу. 7 марта 1945 года. № 294.
- За овладение важными опорными пунктами обороны немцев на подступах к Данцигу и Гдыне — городами Тчев (Диршау), Вейхерово (Нойштадт) и выход на побережье Данцигской бухты севернее Гдыни, с занятием города Пуцк (Путциг). 12 марта 1945 года. № 299.

## Память
В честь П. И. Радыгина назван военный полигон в городе Петропавловск-Камчатский.